# Salma al-Majidi
  Salma al-Majidi    (Omdurman, c. 1990) és una esportista del Sudan reconeguda per la FIFA com la primera dona entrenadora d'un equip de futbol masculí a l'Àfrica i al món àrab.

## Biografia
Salma al-Majidi va néixer a Omdurman, la ciutat sudanesa que té els equips de futbol més importants del país: el Hilal i el Mart. És filla de Mohamed al-Majidi, un policia jubilat, i d'Aïcha al-Charif. La seva mare i el seu germà petit van ser suports especials en el repte d'avançar en el seu somni de ser entrenadora de futbol: "Salma ha preferit sempre portar pantalons i mirava sempre als nois com jugaven al futbol", explica la seva mare.
Es va enamorar del futbol als 13 anys, quan acompanyava el seu germà petit als entrenaments. Prestant especial atenció a les sessions, practicant a casa i debatent amb l'entrenador del club mare, el Darmani, va adquirir la destresa necessària i l'entrenador li va oferir l'oportunitat de treballar amb ell. La seva primera responsabilitat com a entrenadora va ser l'equip juvenil masculí Al-Hilal, amb adolescents d'edats entre 13 i 16 anys, a Omdurman. Les seves victòries consecutives van aconseguir que es mantingués en tercera divisió. Sortejant les dificultats d'una dona en una societat conservadora poc inclinada a acceptar a les dones en aquest tipus de rols, als 25 anys va aconseguir obtenir una llicència d'entrenament professional de la Confederació Africana de Futbol i es va fer càrrec dels equips masculins de tercera divisió Al-Nasr d'Omdurman, i de segona divisió Al-Nahda del Nile Halfa i Al-Mourada. Amb ella com a entrenadora, els dos darrers equips van quedar primers en la Lliga sudanesa de segona divisió.
S'ha format com a entrenadora i ha aconseguit el reconeixement oficial de l'Associació de Futbol del Sudan i de la Confederació Africana de Futbol. L'any 2015 ostentava la insígnia sudanesa i africana "C" i el 2018 va aconseguir la "B", que li permet entrenar equips de la lliga de primera divisió. També té un títol en comptabilitat i gestió de la Universitat Tècnica Al Alkr.
Salma al Majidi compta amb el suport del prestigiós entrenador Ahmed Babikir.
El 2015 va ser reconeguda per la BBC com una de les "100 dones que inspiren".

## Futbol femení al Sudan
Apassionada pel futbol, Majidi s'ha convertit en la primera dona a Àfrica i al món àrab reconeguda com a entrenadora de futbol masculí per la FIFA. Segueix la trajectòria de Mounira Ramadan, una dona que arbitrava partits de futbol masculins en els anys setanta. Per a aconseguir-ho, ha hagut de salvar els obstacles en un país amb un govern conservador islamista que planteja moltes dificultats per a la participació de les dones en el futbol i fomenta molts tabús.
L'any 2015 el Sudan tenia només dos equips de futbol femení. El "The Challenge" va jugar el seu primer partit el 2006 i durant una dècada va jugar molts partits nacionals. La seva capitana era Sara Edward, una altra de les dones pioneres en el futbol al Sudan. L'altre equip femení al Sudan prové del-Ahfad, una universitat exclusivament femenina a Khartum. Els dos equips sovint juguen un contra l'altre però també s'enfronten a equips masculins.
El "The Challenge" no compta amb el suport de l'Associació Sudanesa de Futbol, fet que el porta a sobreviure gràcies a donacions d'organitzacions de drets de la dona per comprar els seus equips i la resta de despeses són finançades per les mateixes jugadores. Ahmed Babikir, un prestigiós entrenador partidari que les dones practiquin aquest esport i entrenador del "The Callenge", considera que la FIFA no hauria de proporcionar cap tipus de finançament a l'Associació Sudanesa de Futbol fins que es formin més equips femenins i recolzin als existents. El Sudan forma part de la FIFA des el 1951 i va crear, al costat d'Egipte i d'Eritrea, la Confederació Africana de Futbol.